# Oxyopes fluminensis
Oxyopes fluminensis là một loài nhện trong họ Oxyopidae.
Loài này thuộc chi Oxyopes. Oxyopes fluminensis được Cândido Firmino de Mello-Leitão miêu tả năm 1929.